# حزب رزكاري
حزب رزكاري هو جماعة سياسية كردية مقرها في لبنان تأسست عام 1975 على يد فيصل فخرو.
دعم الحزب القوات الكردية التي تقاتل النظام العراقي. ولكنه انضم لفترة وجيزة، خلال الحرب الأهلية عام 1975، إلى الحزب الديمقراطي الكردي لتشكيل الجبهة الكردية التقدمية في محاولة لإزالة الخلافات في صفوف الأكراد اللبنانيين.
ضعف الحزب في منتصف السبعينيات بسبب انشقاق جزء من تنظيمه، الذي أطلق على نفسه اسم رزكاري اليساري، أو ريز كاري الثاني.
يقود هذه المنظمة محمود خضر فتاح أحمد، الحليف القوي لسوريا. لقد رفض تشكيل الجبهة الكردية التقدمية لأنها تضمنت القيادة «اليمينية» لجمال ميهو. الحزب متحالف مع حزب الله.